# جورج كوري (لاعب كرة قدم)
جورج كوري (بالإنجليزية: George Corrie)‏ هو لاعب كرة قدم بريطاني، ولد في 16 سبتمبر 1973 في Workington ‏ في المملكة المتحدة. لعب مع نادي ووركينغتون.